# SN 1999en
SN 1999en – supernowa typu Ia odkryta 3 października 1999 roku w galaktyce A011529-0430. W momencie odkrycia miała maksymalną jasność 19,00m.